# Борски Свети Јур
Борски Свети Јур (слч. Borský Svätý Jur) насељено је мјесто са административним статусом сеоске општине (слч. obec) у округу Сењица, у Трнавском крају, Словачка Република.

## Становништво
| Година:    | 1994. | 2004.   | 2014.   | 2024.   |
| ---------- | ----- | ------- | ------- | ------- |
| Број људи: | 1577  | 1564    | 1656    | 1603    |
| Разлика:   |       | -0,82 % | +5,88 % | -3,20 % |

| Година:    | 2023. | 2024.   |
| ---------- | ----- | ------- |
| Број људи: | 1608  | 1603    |
| Разлика:   |       | -0,31 % |

Према подацима о броју становника из 2024. године насеље је имало 1603 становника.